# Trung tâm Rogers
Trung tâm Rogers (tiếng Anh: Rogers Centre, ban đầu có tên gọi là SkyDome) là một sân vận động đa năng có mái che có thể thu vào ở Trung tâm thành phố Toronto, Ontario, Canada. Sân nằm ở dưới chân Tháp CN, gần bờ phía bắc của Hồ Ontario. Sân được xây dựng trên nền đất của Railway Lands trước đây và được khánh thành vào năm 1989. Đây là sân nhà của Toronto Blue Jays thuộc Major League Baseball (MLB). Đây cũng từng là sân nhà của Toronto Argonauts thuộc Canadian Football League (CFL) và Toronto Raptors thuộc Giải bóng rổ Nhà nghề Mỹ (NBA). Buffalo Bills thuộc National Football League (NFL) đã tổ chức một trận đấu hằng năm trong khuôn khổ Bills Toronto Series tại đây từ năm 2008 đến năm 2013. Mặc dù là một sân vận động thể thao, sân cũng tổ chức các sự kiện lớn khác như hội nghị, hội chợ thương mại, buổi hòa nhạc, lễ hội hóa trang, xiếc và chương trình biểu diễn xe tải quái vật.
Sân vận động này được đổi tên thành "Trung tâm Rogers" sau khi Rogers Communications, tập đoàn sở hữu Toronto Blue Jays, mua lại sân vận động vào năm 2005. Sân được công nhận là sân vận động đầu tiên có mái che có thể thu vào hoàn toàn bằng động cơ. Bên trong sân có khách sạn 348 phòng với 70 phòng có thể nhìn ra mặt sân. Đây cũng là sân vận động cuối cùng được xây dựng để phục vụ các giải đấu bóng bầu dục và bóng chày lớn ở Bắc Mỹ. Nơi đây đã tổ chức lễ khai mạc và bế mạc của Đại hội Thể thao Liên châu Mỹ 2015 (được đổi tên thành Pan-Am Dome hoặc Pan-Am Ceremonies Venue do quy định tài trợ trong thời gian diễn ra đại hội).